# Palacio Ducal de Urbino
El Palacio Ducal (del italiano: Palazzo Ducale) es un edificio renacentista en la ciudad italiana de Urbino en las Marcas. Es uno de los monumentos más importantes de Italia, catalogado dentro del centro histórico de Urbino en la lista de la Unesco de Patrimonio de la Humanidad.

## Historia
La construcción del Palacio Ducal se comenzó por el duque Federico da Montefeltro alrededor de mediados del siglo XV por el florentino Maso di Bartolomeo. La nueva construcción incluyó el preexistente palacio de la Iole. Luciano Laurana (Lucijan Vranjanin), un arquitecto originario de La Vrana, cerca de Zara (hoy, Zadar) Dalmacia (hoy, Croacia) influido por los edificios de Brunelleschi en Florencia, diseñó la fachada, el famoso patio y las grandes escaleras de la entrada. Después de la marcha de Laurana de Urbino en 1472, las obras fueron continuadas por Francesco di Giorgio Martini, que fue el principal responsable de la decoración de la fachada. Las esculturas fueron ejecutadas por el milanés Ambrogio Barocci, que fue también el decorador de las habitaciones interiores.
Después de la muerte del Duque Federico (1482), la construcción se dejó parcialmente inacabada. La segunda planta se añadió en la primera mitad del siglo siguiente por Girolamo Genga. En 1604 el pintor Federico Barocci reprodujo una vista del edificio en su famoso Cristo crucificado del Museo del Prado. El palacio continuó como edificio gubernamental en el siglo XX, alojando archivos y oficinas municipales, y colecciones públicas de inscripciones y esculturas antiguas.
Se restauró en 1985, abriéndose la extensa red subterránea a los visitantes.

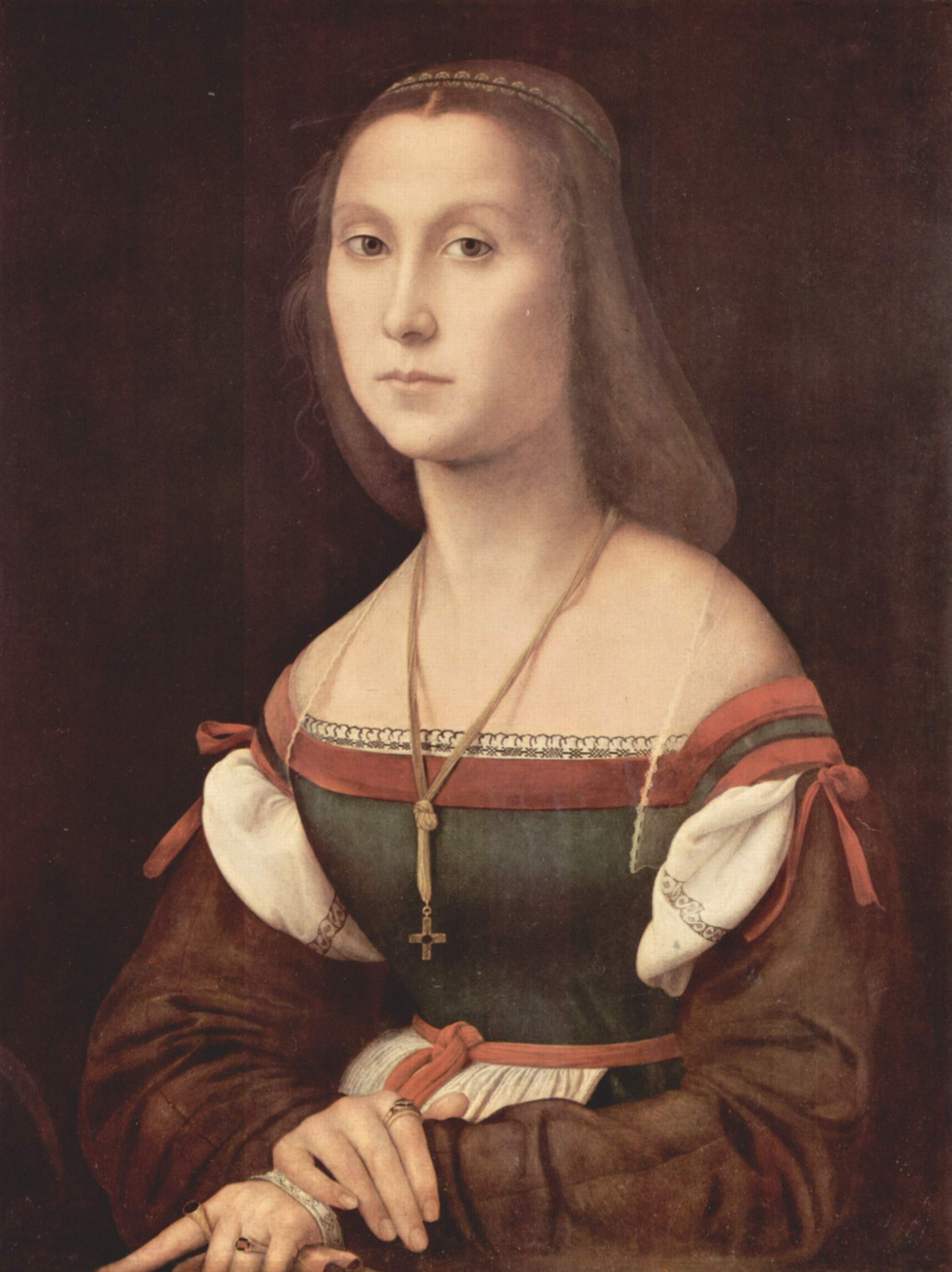
Retrato de una joven (más conocida como La Muta), Rafael, 1507-1508, Galería Nacional de las Marcas.

## Descripción
Las arquerías del patio diseñado por Laurana rivalizan con las del Palazzo della Cancelleria en Roma como las más delicadas del Renacimiento. Superando las exigencias del lugar, que hizo precisa una masa arquitectónica irregular, desde los años 1460 en adelante Laurana creó lo que los contemporáneos consideraron una auténtica estancia principesca. Está considerado el primer palacio (no castillo) construido, puesto que pese a su imponente aspecto en la fachada que se ve a la entrada de la ciudad, no tenía un carácter defensivo.

## Época rafaelina
La reputación de la corte la estableció Federico da Montefeltro, un condotiero que había sido nombrado duque de Urbino por el papa Sixto IV - Urbino formaba parte de los Estados Pontificios - y que murió el año anterior al nacimiento de Rafael. Los intereses de la corte de Federigo eran más bien literarios y no artísticos, pero Giovanni Santi, el padre de Rafael, era poeta, además de pintor; había escrito una crónica con rimas acerca de la vida de Federigo y escribía y hacía los decorados de las mascaradas para el entretenimiento de la corte. Su poema a Federigo lo muestra como gran conocedor de los principales pintores del norte de Italia, así como de los primitivos flamencos.
A Federigo lo sucedió su hijo Guidobaldo da Montefeltro, quien se casó con Elisabetta Gonzaga, hija del caudillo de Mantua, la más brillante entre las pequeñas cortes italianas en cuanto a su vida musical y artística. Bajo su gobierno la corte continuó siendo un importante centro de cultura literaria.

## Galería Nacional de las Marcas
La Galleria Nazionale delle Marche (Galería Nacional de las Marcas), alojada en este palacio, es una de las más importantes colecciones de arte gótico y renacentista del mundo. Incluye obras destacadas de autores de los siglos XIV, XV y XVI como Giovanni Baronzio, Melozzo da Forlì, Rafael Sanzio, Piero della Francesca (con su famosa Flagelación), Paolo Uccello, Giovanni Santi (padre de Rafael), Justo de Gante (una Última Cena con retratos de la familia Montefeltro y la corte), Pedro Berruguete (quien trabajó en Urbino en la década de 1470) y Timoteo della Vite, y otros artistas, así como una tardía Resurrección, obra de Tiziano.